# Úsilné
Úsilné är en ort i Tjeckien.   Den ligger i regionen Södra Böhmen, i den centrala delen av landet, 120 km söder om huvudstaden Prag. Úsilné ligger 406 meter över havet och antalet invånare är 335.
Terrängen runt Úsilné är lite kuperad.Runt Úsilné är det tätbefolkat, med 343 invånare per kvadratkilometer. Närmaste större samhälle är České Budějovice, 4,9 km sydväst om Úsilné. Omgivningarna runt Úsilné är en mosaik av jordbruksmark och naturlig växtlighet.